# Wólka Leśna
Wólka Leśna (prononciation : [ˈvulka ˈlɛɕna]) est un village polonais de la gmina de Siedlce dans le powiat de Siedlce de la voïvodie de Mazovie dans le centre-est de la Pologne.
Il se situe à environ 11 kilomètres à l'est de Siedlce (siège de la gmina et de le powiat) et à 97 kilomètres à l'est de Varsovie (capitale de la Pologne).
Le village comptait 153 habitants en 2013.

## Histoire
De 1975 à 1998, le village appartenait administrativement à la voïvodie de Siedlce.

Depuis 1999, il appartient administrativement à la voïvodie de Mazovie